# Referendum über die Assoziation mit den Vereinigten Staaten in Palau im August 1987
Das sechste Referendum über die Assoziation mit den Vereinigten Staaten (Sixth Referendum on the Compact of Free Association) wurde am 21. August 1987 in Palau durchgeführt, nachdem die fünf vorhergehenden Referenden (1983, 1984, Februar 1986, Dezember 1986, 1987) zum Compact of Free Association (COFA, Assoziierungsvereinbarung mit den Vereinigten Staaten) nicht die erforderlichen 75 % Zustimmung erhalten hatten. Die Stimmberechtigten wurden gefragt, ob sie dem Compact of Free Association zwischen Palau und den Vereinigten Staaten, welches am 10. Januar 1986 unterzeichnet worden war, zustimmen könnten. Das Referendum erhielt Zustimmung von 73,0 % der Abstimmenden bei einer Wahlbeteiligung von 74,7 %.
Kurz zuvor war extra ein Verfassungsreferendum abgestimmt worden um die 75 % Wahlbeteiligung für die Mehrheit bei einer Abstimmung zu reduzieren.

## Ergebnis
| Wahl                      | Stimmen | %    |
| ------------------------- | ------- | ---- |
| Dafür                     | 5.964   | 73,0 |
| Dagegen                   | 2.201   | 27,0 |
| Ungültig/nicht abgestimmt | 17      | -    |
| Gesamt                    | 8.182   | 100  |
| Source: Nohlen et al.     |         |      |